# Lista de deputados estaduais de Sergipe da 19.ª legislatura
Esta é a lista de deputados estaduais de Sergipe para a legislatura 2019–2023.

## Composição das bancadas
| Partido      | Líder               | Bancada | Posição  |
| ------------ | ------------------- | ------- | -------- |
| PSD          | Adailton Martins    | 5 / 24  | Governo  |
| PSC          | Ibrain Monteiro     | 4 / 24  | Oposição |
| MDB          | Zezinho Guimarães   | 3 / 24  | Governo  |
| PODE         | Zezinho Sobral      | 1 / 24  | Governo  |
| REDE         | Kitty Lima          | 2 / 24  | Oposição |
| Cidadania    | Samuel Carvalho     | 2 / 24  | Oposição |
| PT           | Francisco Gualberto | 2 / 24  | Governo  |
| PL           | Janier Mota         | 1 / 24  | Governo  |
| PSDB         | Maria Mendonça      | 1 / 24  | Oposição |
| PSB          | Luciano Pimentel    | 1 / 24  | Oposição |
| PTB          | Rodrigo Valadares   | 1 / 24  | Oposição |
| Republicanos | Jairo Santana       | 1 / 24  | Governo  |

## Deputados Estaduais
| Nome                  | Partido      | Coligação                                              | Votos nominais  | Notas                                          | Ref         |
| --------------------- | ------------ | ------------------------------------------------------ | --------------- | ---------------------------------------------- | ----------- |
| Talysson de Valmir    | PL           | Sergipe Mais Forte (PSDB, PRB, PSC, PR)                | 42.046 (3,87%)  | Afastado pelo TRE-SE.                          | [ 1 ]       |
| Maisa Mitidieri       | PSD          | Pra Sergipe Avançar (PSD, PT, MDB, PP, DC, PHS, PCdoB) | 35.707 (3,29%)  |                                                | [ 1 ]       |
| Jeferson Andrade      | PSD          | Pra Sergipe Avançar (PSD, PT, MDB, PP, DC, PHS, PCdoB) | 34.736 (3,20%)  |                                                | [ 1 ]       |
| Gilmar Carvalho       | PL           | Sergipe Mais Forte (PSDB, PRB, PSC, PR)                | 34.160 (3,14%)  |                                                | [ 1 ]       |
| Luciano Bispo         | PSD          | Pra Sergipe Avançar (PSD, PT, MDB, PP, DC, PHS, PCdoB) | 33.705 (3,10%)  |                                                | [ 1 ]       |
| Ibrain Monteiro       | PV           | Sergipe Mais Forte (PSDB, PRB, PSC, PR)                | 32.059 (2,95%)  |                                                | [ 1 ]       |
| Zezinho Guimarães     | MDB          | Pra Sergipe Avançar (PSD, PT, MDB, PP, DC, PHS, PCdoB) | 28.094 (2,59%)  |                                                | [ 1 ]       |
| Iran Barbosa          | PSOL         | Pra Sergipe Avançar (PSD, PT, MDB, PP, DC, PHS, PCdoB) | 26.961 (2,48%)  |                                                | [ 1 ]       |
| Dr. Vanderbal Marinho | PSC          | Sergipe Mais Forte (PSDB, PRB, PSC, PR)                | 26.054 (2,40%)  |                                                | [ 1 ]       |
| Zezinho Sobral        | PDT          | Para Renovar Sergipe (PMN, PATRI, AVANTE, PODE)        | 25.764 (2,37%)  |                                                | [ 1 ]       |
| Janier Mota           | PSD          | Sergipe Mais Forte (PSDB, PRB, PSC, PR)                | 25.731 (2,37%)  | Eleito pelo PR.                                | [ 1 ]       |
| Francisco Gualberto   | PSD          | Pra Sergipe Avançar (PSD, PT, MDB, PP, DC, PHS, PCdoB) | 24.637 (2,27%)  |                                                | [ 1 ]       |
| Georgeo Passos        | Cidadania    | REDE (sem coligação)                                   | 23.355 (2,15%)  | O partido não alcançou a cláusula de barreira. | [ 1 ]       |
| Garibalde Mendonça    | PDT          | Pra Sergipe Avançar (PSD, PT, MDB, PP, DC, PHS, PCdoB) | 22.819 (2,10%)  |                                                | [ 1 ]       |
| Adailton Martins      | PSD          | Pra Sergipe Avançar (PSD, PT, MDB, PP, DC, PHS, PCdoB) | 22.400 (2,06%)  |                                                | [ 1 ]       |
| Goretti Reis          | PSD          | Pra Sergipe Avançar (PSD, PT, MDB, PP, DC, PHS, PCdoB) | 21.306 (1,96%)  |                                                | [ 1 ]       |
| Gracinha Garcez       | PSD          | Para Renovar Sergipe (PMN, PATRI, AVANTE, PODE)        |                 | Eleita pelo Podemos                            | [ 3 ] [ 1 ] |
| Maria Mendonça        | PDT          | Sergipe Mais Forte (PSDB, PRB, PSC, PR)                | 19.102 (1,76%)  |                                                | [ 1 ]       |
| Dilson de Agripino    | Cidadania    | Sergipe Quer Mudança (SD, PTC, PPS)                    | 18.038 (1,66%)  | O partido mudou de nome, se chamava PPS.       | [ 1 ]       |
| Kitty Lima            | Cidadania    | REDE (sem coligação)                                   | 18.008 ( 1,66%) | O partido não alcançou a cláusula de barreira. | [ 1 ]       |
| Luciano Pimentel      | PP           | Compromisso com Sergipe (PSB, PDT, PPL, PROS)          | 16.907 (1,56%)  |                                                | [ 1 ]       |
| Capitão Samuel        | PP           | Sergipe Mais Forte (PSDB, PRB, PSC, PR)                | 15.770 ( 1,45%) |                                                | [ 1 ]       |
| Rodrigo Valadares     | UNIÃO        | Por um Novo Sergipe (PTB, PRP)                         | 15.221 (1,40%)  | Eleito pelo PTB                                | [ 1 ]       |
| Dr. Samuel Carvalho   | Cidadania    | Sergipe Quer Mudança (SD, PTC, PPS)                    | 14.216 (1,31%)  | O partido mudou de nome, se chamava PPS.       | [ 1 ]       |
| Jairo Santana         | Republicanos | Sergipe Mais Forte (PSDB, PRB, PSC, PR)                | 14.610 (1,34%)  | 1° Suplente de Talysson de Valmir.             |             |

## Cassações
| Nome               | Partido | Coligação                                       | Votos nominais | Motivo                               | Suplente        | Ref         |
| ------------------ | ------- | ----------------------------------------------- | -------------- | ------------------------------------ | --------------- | ----------- |
| Talysson de Valmir | PR      | Sergipe Mais Forte (PSDB, PRB, PSC, PR)         | 42.046 (3,87%) | Cassado pelo TRE-SE.                 | Jairo Santana   | [ 1 ]       |
| Diná Almeida       | PODE    | Para Renovar Sergipe (PMN, PATRI, AVANTE, PODE) | 20.168 (1,86%) | Abusos de poder econômico e político | Gracinha Garcez | [ 4 ] [ 1 ] |